# Death Stranding

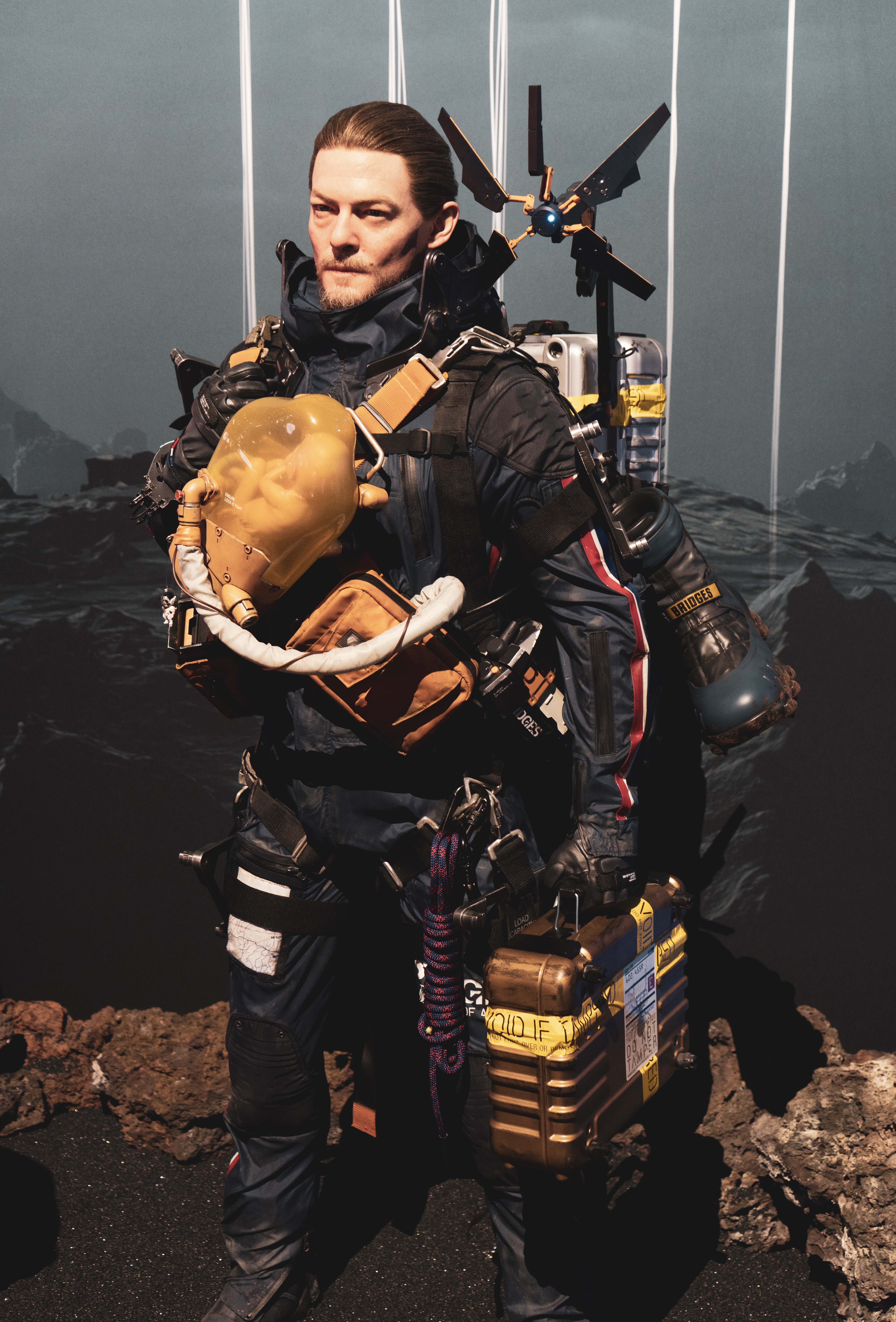
Der Protagonist Sam Porter Bridges als Wachsfigur bei der E3 2018

Death Stranding (deutsch „Todes-Strandung“, „strandender Tod“ oder auch „gestrandeter Tod“) ist ein Videospiel des japanischen Entwicklerstudios Kojima Productions. Das Open-World-Spiel erschien am 8. November 2019 für die PlayStation 4, am 14. Juli 2020 für Microsoft Windows sowie am 24. September 2021 mit dem Death Stranding: Director’s Cut als eine inhaltlich und technisch erweiterte Version für PlayStation 5. Federführender Entwickler von Death Stranding ist Hideo Kojima.
Die Schauspieler Norman Reedus, Mads Mikkelsen, Léa Seydoux, Margaret Qualley, Tommie Earl Jenkins, Troy Baker, Lindsay Wagner, Emily O’Brien und die Filmregisseure Guillermo del Toro und Nicolas Winding Refn nahmen per Motion- und Performance-Capture sowie als Synchronsprecher an der Produktion des interaktiven Films teil.

## Handlung
Nach dem Zusammenbruch der Zivilisation durchstreift der Spieler in der Rolle des Protagonisten Sam Porter Bridges, dargestellt von Schauspieler Norman Reedus, ein verwüstetes Land, um eine zersplitterte Gesellschaft wieder miteinander zu verbinden und die Menschheit vor dem Aussterben zu retten. Eine von Sams Aufgaben ist es, Waren und lebensnotwendige Gegenstände in verschiedene Lager mit überlebenden Menschen zu liefern. Das titelgebende „Death Stranding“ bezeichnet ein vergangenes Ereignis, bei dem durch eine Reihe mysteriöser Explosionen überall auf der Welt ein Großteil der Menschheit ausgelöscht wurde. Diesem folgten drastisch veränderte Umweltbedingungen wie „Zeitregen“ und in diesem herumgeisternde „gestrandete Dinge“ (Seelen aus dem Totenreich, kurz GD) sowie weitere mysteriöse Phänomene.

## Spielprinzip
Das Spielprinzip fasst der Entwickler Hideo Kojima in einem Interview wie folgt zusammen: „Death Stranding ist ein Actionspiel völlig neuen Typs, in dem der Spieler das Ziel verfolgt, isolierte Städte und eine zersplitterte Gesellschaft wieder miteinander zu verbinden. Das Motiv des Strangs oder der Verbindung verschweißt alle Elemente des Spiels, einschließlich der Geschichte und des Gameplays, miteinander. Als Sam Porter Bridges versucht ihr, die gesellschaftlichen Kluften zu überbrücken. Indem ihr das tut, schafft ihr neue Bindungen oder Stränge mit anderen Spielern auf der ganzen Welt. Ich hoffe, dass euch beim Spielen bewusst wird, wie wichtig es ist, Bindungen zu anderen Menschen aufzubauen.“ Der Spieler sucht einen Weg durch meist surreal in Szene gesetzte Gebiete, um Waren an die Überlebenden auszuliefern, und kämpft dabei gegen gefährliche Kreaturen, die alles Leben auf der Welt auslöschen wollen. Zudem muss er sich Banditen erwehren, die es auf seine Vorräte abgesehen haben, und sich vor einem mysteriösen Regen schützen, der den Alterungsprozess beschleunigt.
Dabei ist das Töten von Gegnern zwar eine Möglichkeit, es soll aber noch weitere Optionen geben, beispielsweise mittels Schleichen den Gefahren auszuweichen. Die Spielmechanik umfasst laut Analyse des amerikanischen Internet-Magazins Polygon eine optionale Online-Funktionalität mit einem sogenannten asynchronen Mehrspielermodus. Dabei wird das Spiel nicht in einem klassischen kooperativen Modus von mehreren Teilnehmern zeitgleich bestritten, sondern der Spieler kann notwendige Verbrauchsmaterialien mit anderen teilen oder den Standort von sicheren Orten, den „Safe-Houses“, bekannt geben, ohne einen Mitspieler in der Welt zu Gesicht zu bekommen. Ein weiterer Aspekt der Spielmechanik betrifft den Verlust eines Bildschirmlebens: Wird der Spieler besiegt, erscheint er in einer anderen Dimension, aus der er fliehen kann, um die Spielwelt dann erneut zu betreten.

## Director’s Cut
Am 24. September 2021 ist mit Death Stranding: Directors’s Cut eine erweiterte Fassung des Spiels für PlayStation 5 erschienen. Diese ist sowohl als eigenständiges Spiel als auch als kostenpflichtiges Upgrade für Besitzer der PlayStation-4-Version erhältlich. Kojima Productions erwarb die kompletten Rechte an der Marke, daraufhin wurde das Spiel auf Xbox Series im Store am 7. November 2024 veröffentlicht.

### Inhaltliche Erweiterungen
Der Director’s Cut wurde um zusätzliche Spielinhalte wie Missionen, Ausrüstung, Waffen und Fahrzeuge erweitert. Zudem wurde mit den sogenannten Route-Guides ein Hilfsmittel integriert, bei dem dem Spieler im Verlauf der ersten Aufträge auf der Karte der Spielwelt ein Weg zu einem Ziel empfohlen wird, der weniger Gefahren birgt und so den Abschluss einer Mission erleichtert. In späteren Missionen sind diese Route-Guides nicht mehr verfügbar.

### Technische Änderungen
Unterstützt werden das haptische Feedback und die adaptiven Trigger des DualSense-Controllers der PS5, die interne SSD der Konsole für deutlich verbesserte Ladezeiten sowie 3D-Audio mittels kompatiblem Kopfhörer. Im Unterschied zur PS4-Version stehen ein Quality-Modus mit einer nativen 4K-Auflösung und 60 fps sowie ein Performance-Modus, der dynamisches 4K mit bis zu 60 fps liefert, zur Verfügung. Beide Modi werden zusätzlich in einer Widescreen-Variante angeboten.

## Liste der Darsteller
Viele der in Death Stranding in Erscheinung tretenden Figuren werden von bekannten Schauspielern und Regisseuren dargestellt. Wie beispielsweise im Film Avatar wurden Bewegungen, Stimme und Mimik der Schauspieler per Performance Capture aufgezeichnet. Einige der prominenten Mitwirkenden stellen auch nur ihr Aussehen zur Verfügung wie Guillermo del Toros Figur der Figur des Deadman, dessen eigentliche Performance vom Schauspieler Jesse Corti stammt. Für die Figur der Amelie wurde Bridget-Darstellerin Lindsay Wagner digital verjüngt. Die deutschsprachige Stimme der Hauptfigur Sam Porter Bridges übernahm Marios Gavrilis.
| Darsteller / Darstellerin | Name der Figur im Spiel |
| ------------------------- | ----------------------- |
| Norman Reedus             | Sam Porter Bridges      |
| Mads Mikkelsen            | Cliff                   |
| Troy Baker                | Higgs                   |
| Guillermo del Toro        | Deadman                 |
| Nicolas Winding Refn      | Heartman                |
| Tommie Earl Jenkins       | Die-Hardman             |
| Léa Seydoux               | Fragile                 |
| Lindsay Wagner            | Bridget                 |
| Emily O’Brien             | Amelie                  |
| Margaret Qualley          | Mama / Lockne           |
| Cameo-Auftritt            | Name der Figur im Spiel |
| Conan O’Brien             | The Wandering MC        |
| Edgar Wright              | Thomas Southerland      |
| Junji Itō                 | The Engineer            |
| Geoff Keighley            | The Ludens Fan          |
| Tommy Wirkola             | Philipp North           |

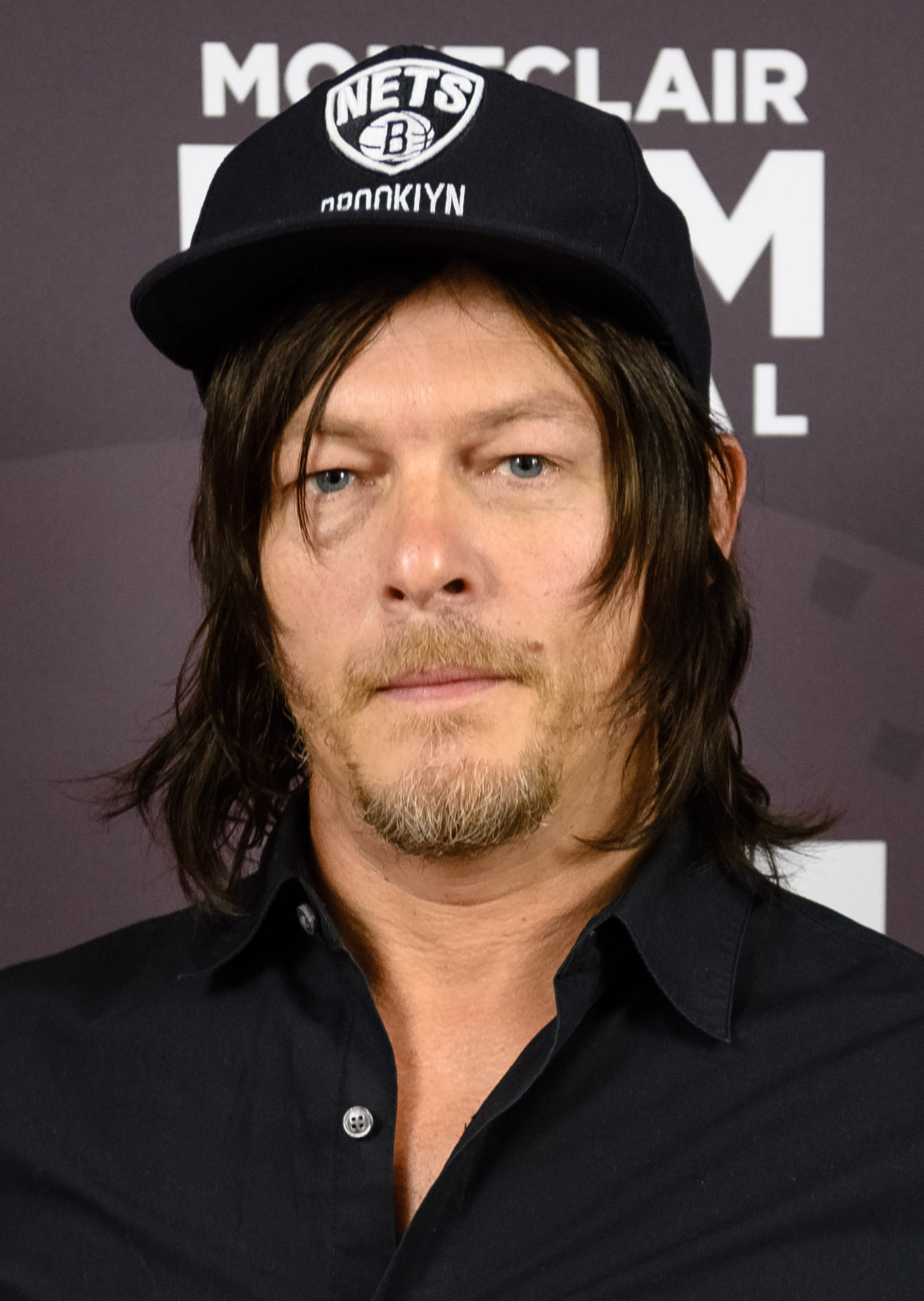
Norman Reedus beim Montclair Film Festival 2016
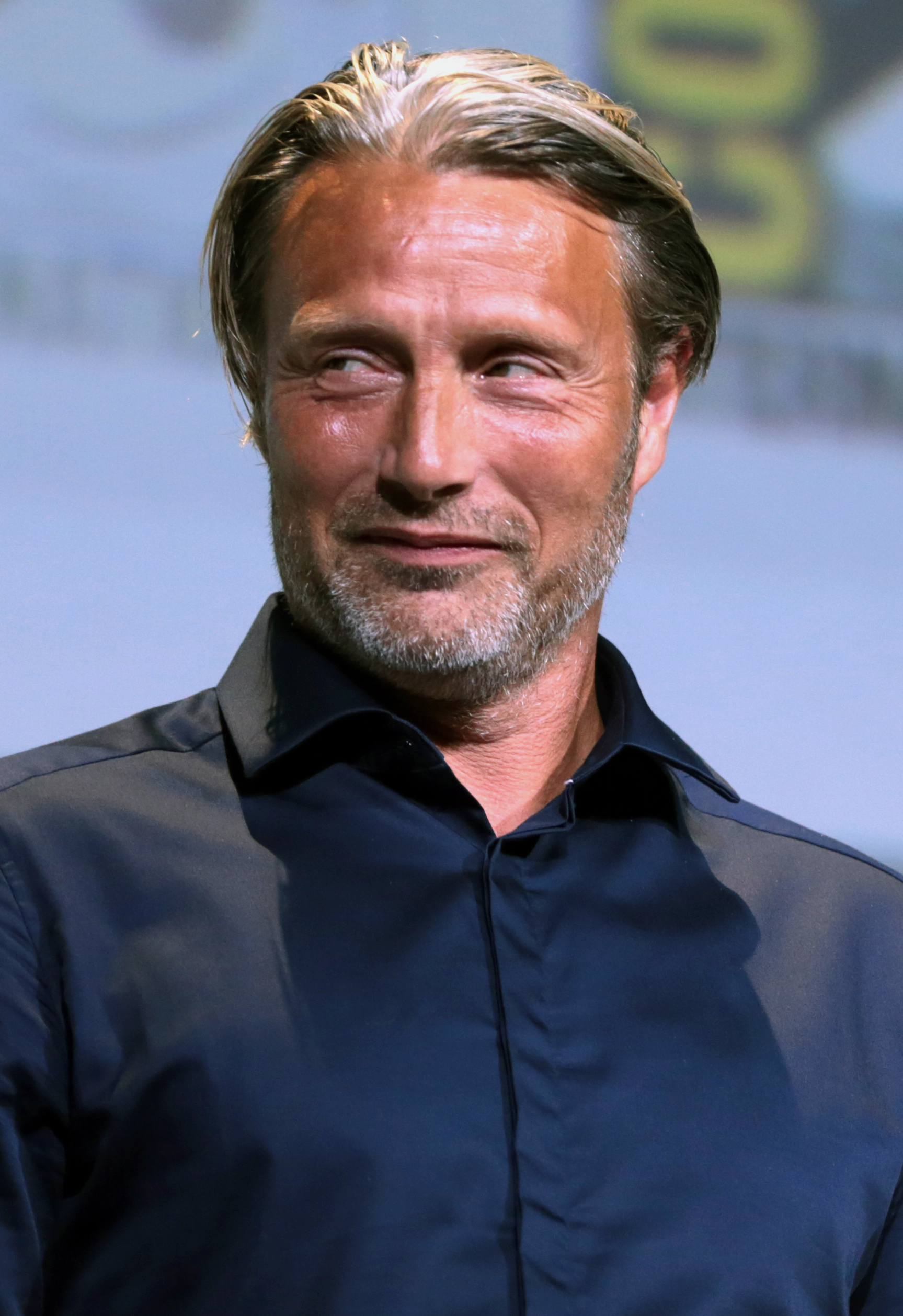
Mads Mikkelsen (2016)
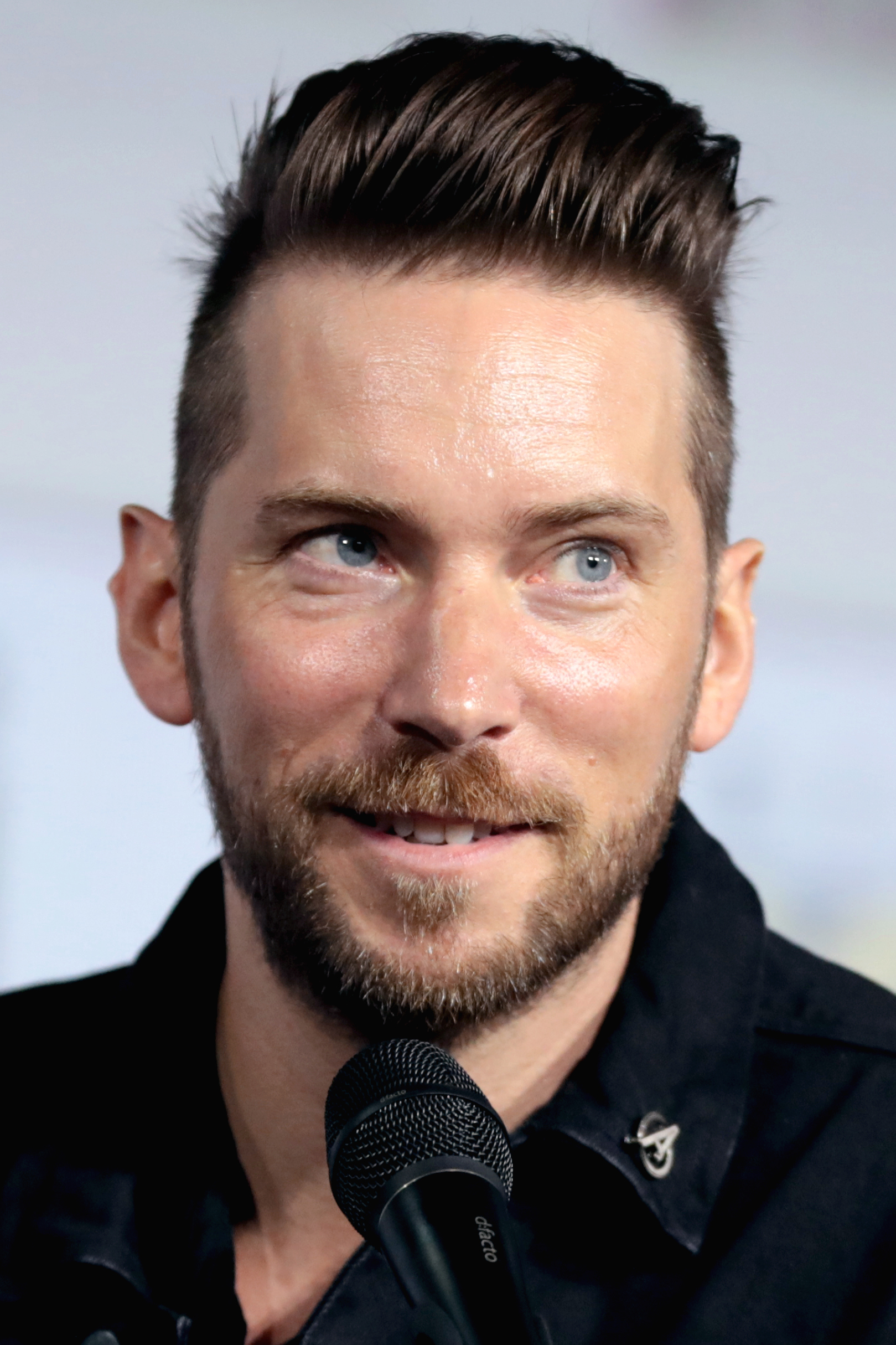
Troy Baker auf der San Diego Comic-Con International im Juli 2019
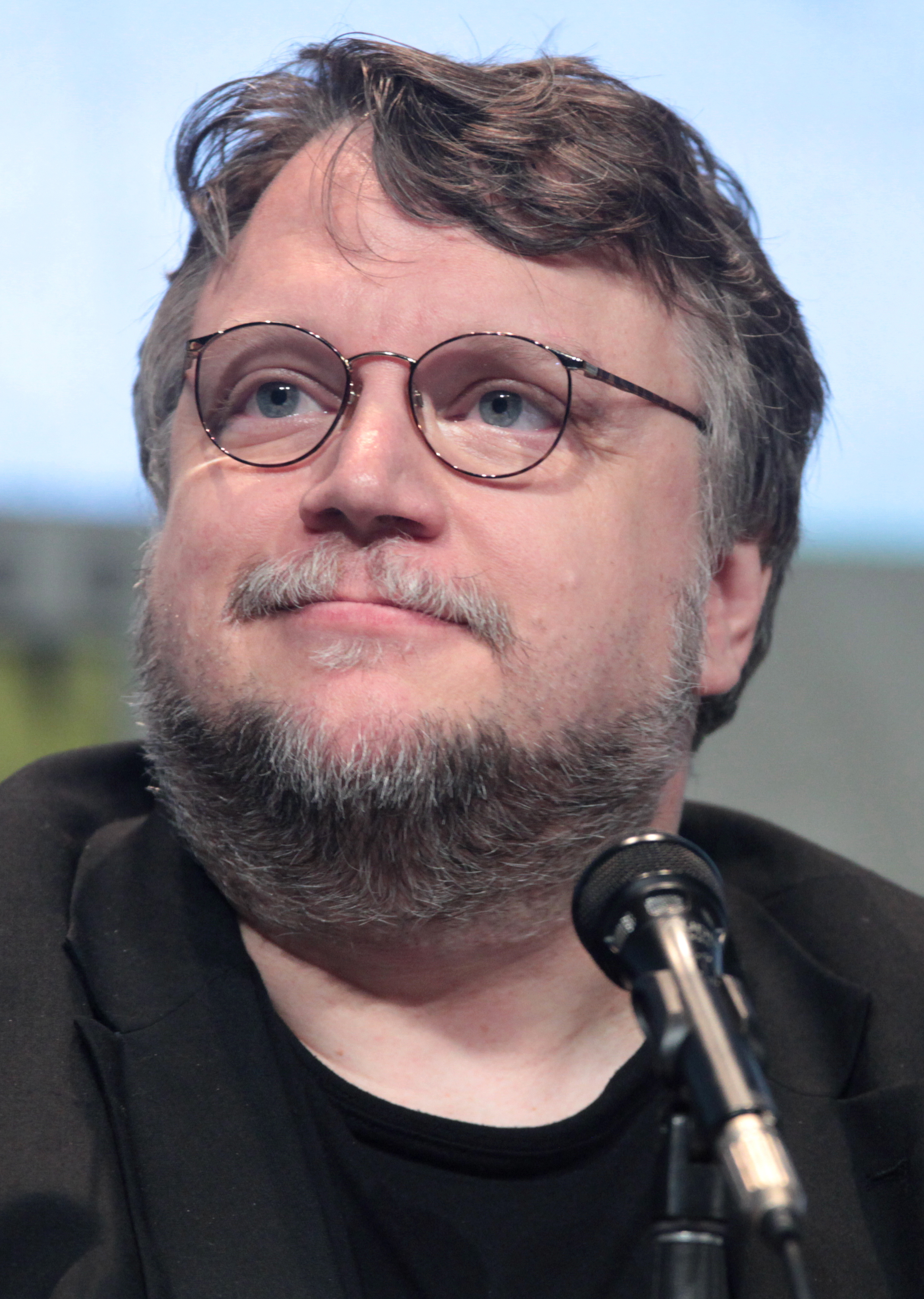
Guillermo del Toro (2015)
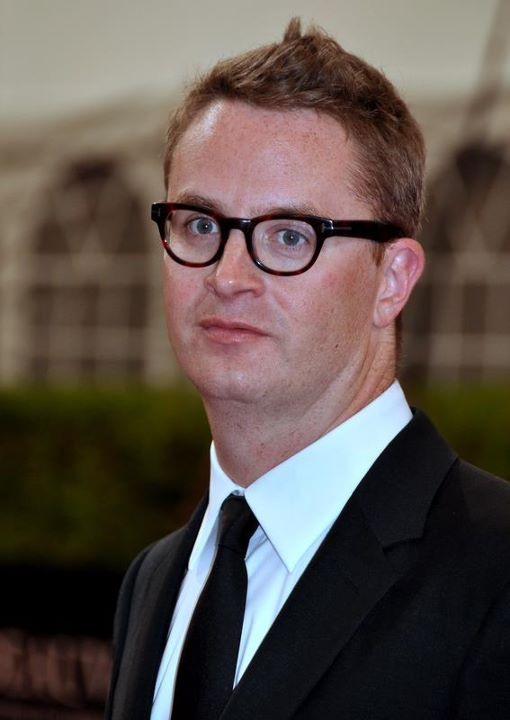
Nicolas Winding Refn beim Festival des amerikanischen Films in Deauville (2011)
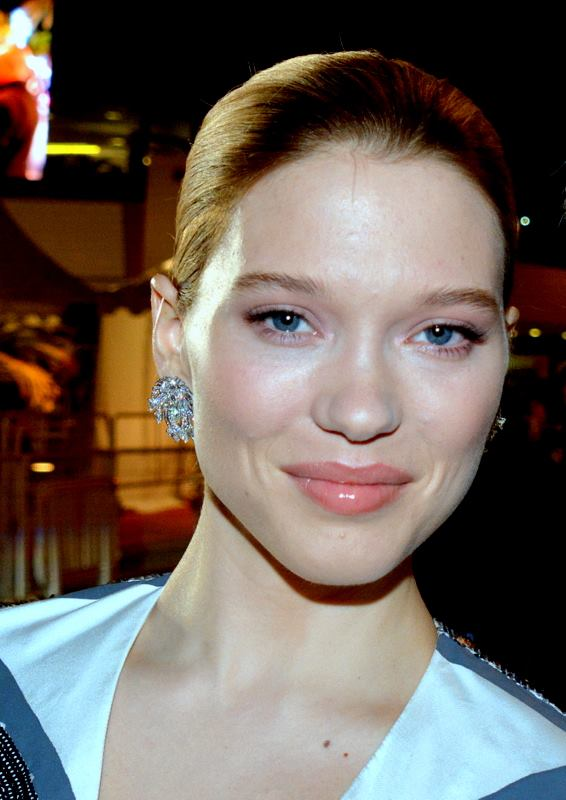
Léa Seydoux, 2016
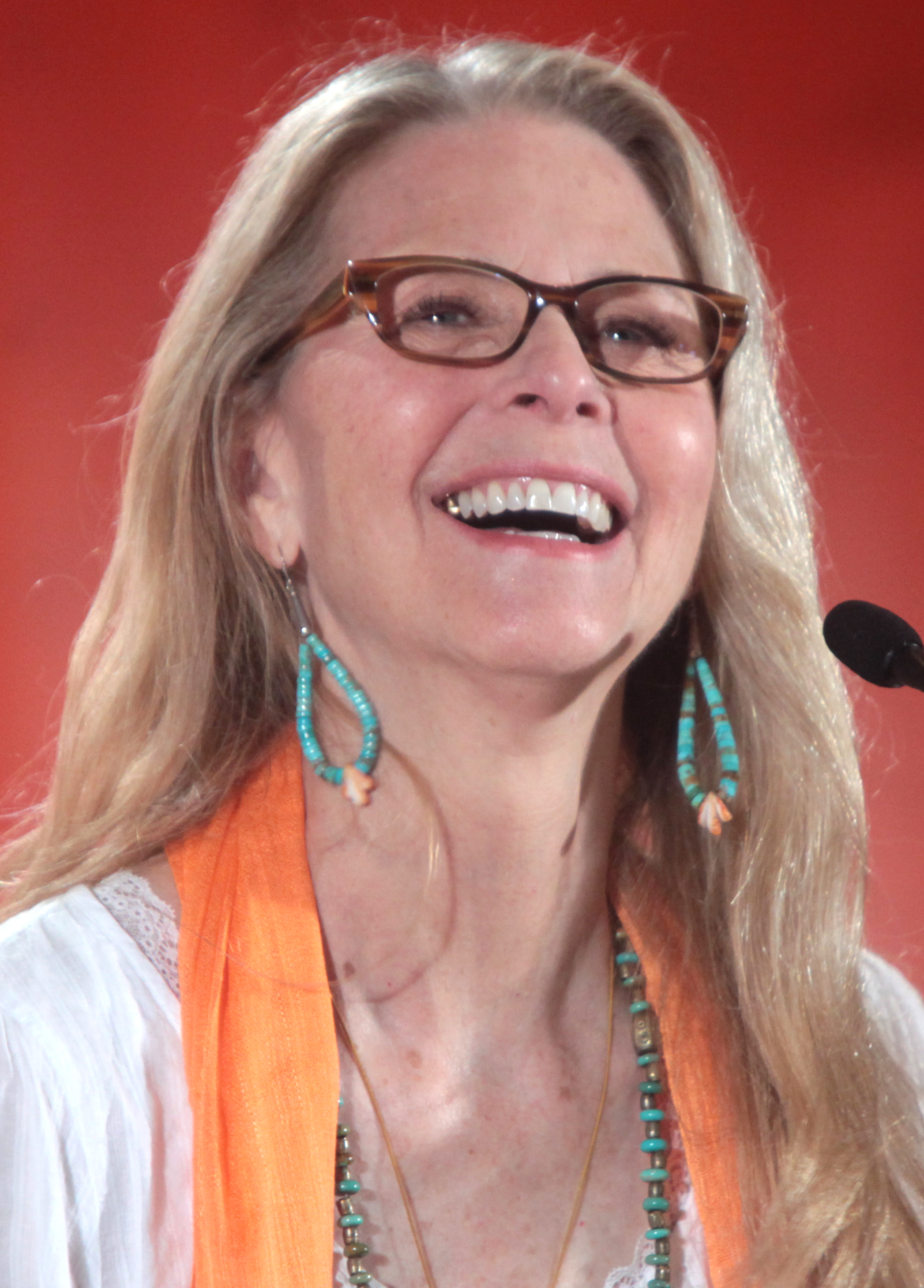
Lindsay Wagner (2016)
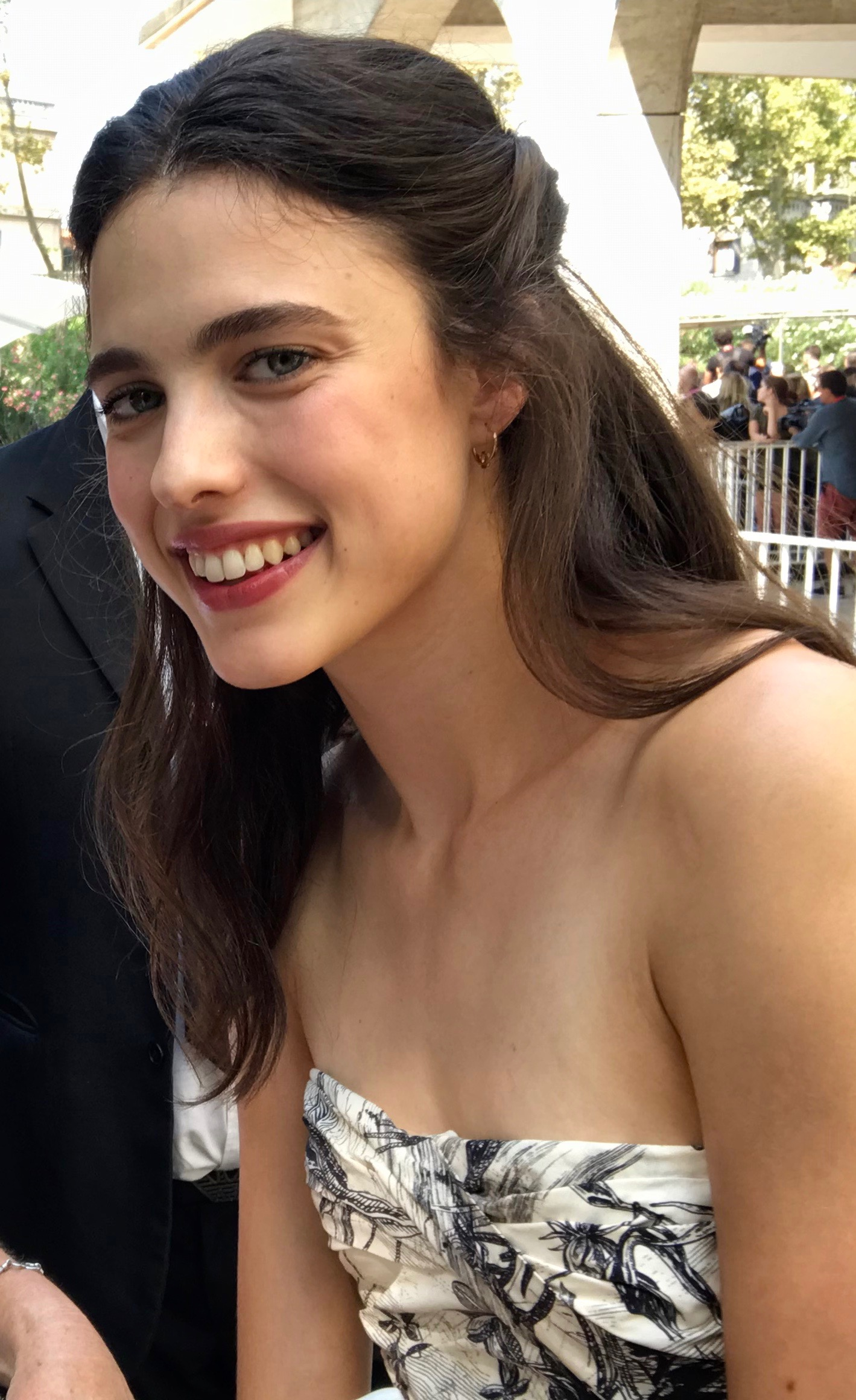
Margaret Qualley bei den Filmfestspielen von Venedig 2019
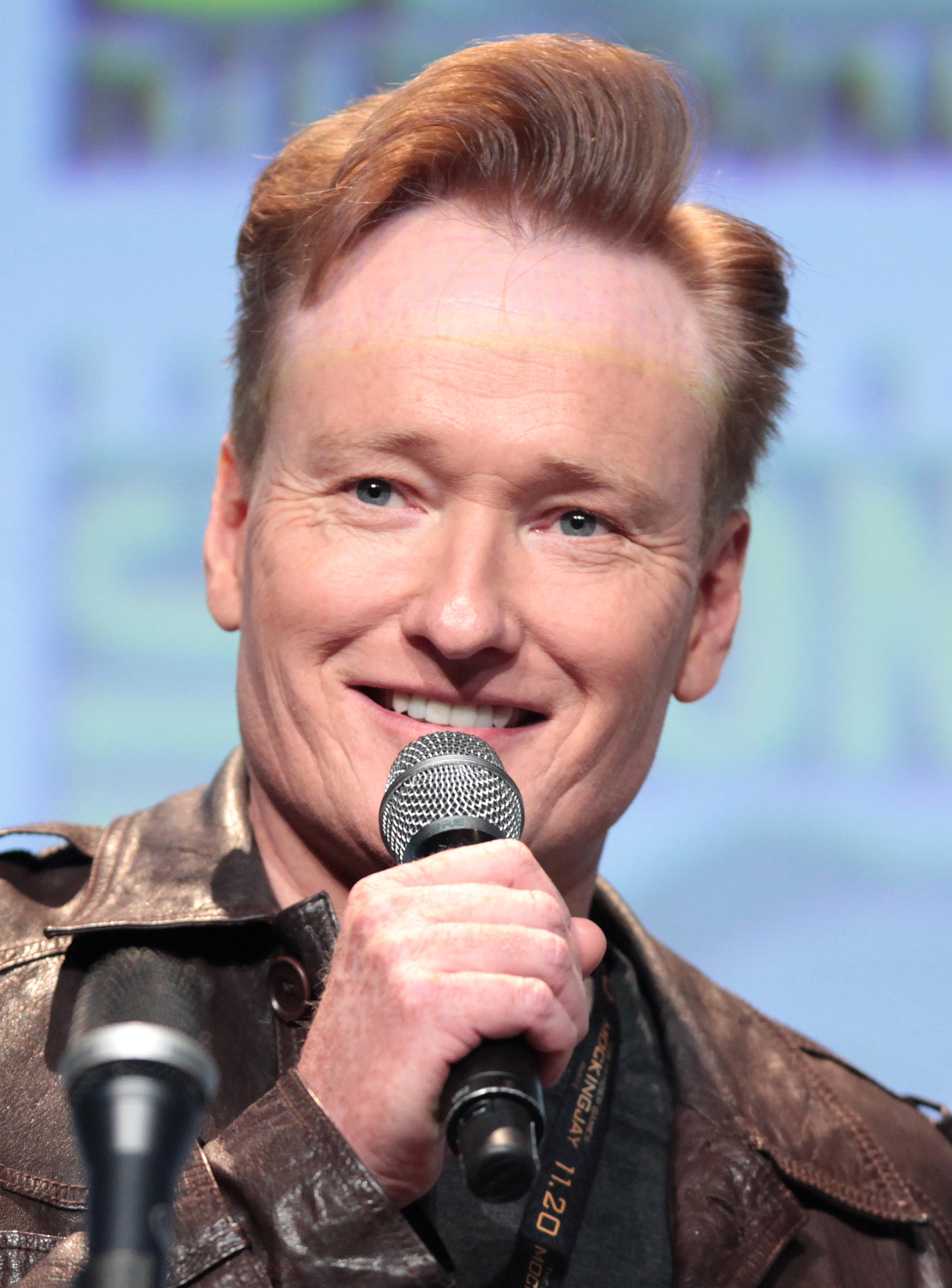
Conan O’Brien auf der Comic-Con in San Diego im Juli 2015
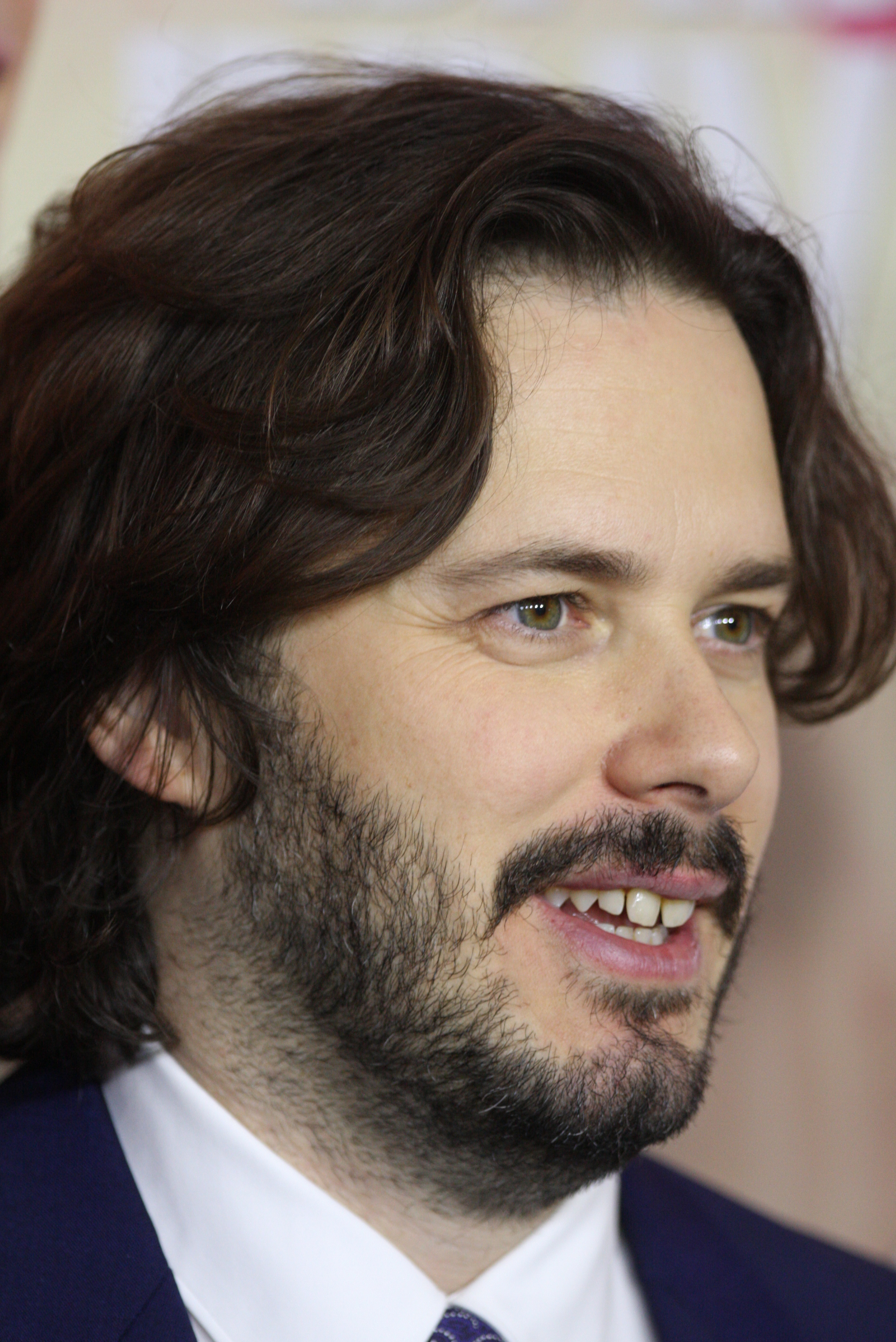
Edgar Wright (2017)

## Hintergrund
Nach einem langwierigen Unternehmenskonflikt mit Konami wurde Kojima Productions im Jahr 2015 zu einem unabhängigen Spieleentwickler. Im selben Jahr gab Hideo Kojima als CEO des Entwicklerstudios die Partnerschaft mit dem Publisher Sony Interactive Entertainment bekannt. 2016 wurde Death Stranding auf der Videospielmesse E3 in Los Angeles angekündigt. Bei der Produktion ließ sich Hideo Kojima nach eigener Aussage von einer japanischen Kurzgeschichte des Schriftstellers Abe Kōbō inspirieren.

## Rezeption
Die Testergebnisse durch die Spielemagazine fielen im Vorfeld der eigentlichen Veröffentlichung überwiegend positiv aus, schwanken jedoch zwischen sehr hohen und mittelmäßigen Wertungen. Lob fanden Grafik, Atmosphäre und das neuartige Spielprinzip. Bemängelt wurde hingegen die langsam erzählte Handlung. Auch die penetrante Produktplatzierung der Marke Monster Energy im Spiel stieß auf Kritik. Viele Tester hoben hervor, dass Death Stranding trotz unbestrittener Qualitäten nicht für jeden Spielertyp geeignet sei.
Bis Juli 2021 wurden weltweit 5 Millionen Exemplare des Spiels für PlayStation 4 und PC verkauft.

## Auszeichnungen
| Jahr | Award                             | Kategorie                               | Beleg  |
| ---- | --------------------------------- | --------------------------------------- | ------ |
| 2019 | The Game Awards                   | Best Game Direction                     | [ 38 ] |
| 2019 | The Game Awards                   | Best Score/Music                        | [ 38 ] |
| 2019 | The Game Awards                   | Best Performance (Mads Mikkelsen)       | [ 38 ] |
| 2020 | 23rd Annual D.I.C.E. Awards       | Outstanding Achievement in Audio Design | [ 39 ] |
| 2020 | 23rd Annual D.I.C.E. Awards       | Outstanding Technical Achievement       | [ 39 ] |
| 2020 | SXSW Gaming Awards                | Excellence in Musical Score             | [ 40 ] |
| 2020 | SXSW Gaming Awards                | Excellence in Technical Achievement     | [ 40 ] |
| 2020 | 16th British Academy Games Awards | Technical Achievement                   | [ 41 ] |
| 2020 | Golden Joystick Awards            | PC Game of the Year                     | [ 42 ] |

## Film
Am 15. Dezember 2022 wurde eine Verfilmung von Death Stranding angekündigt. Kojima Productions arbeitete mit Alex Lebovici und seiner Firma Hammerstone Studios zusammen, um den Film zusammen mit Allan Ungar als Executive Producer zu produzieren. Genau ein Jahr später wurde auf der A24-Merchandise-Website ein Angebot für ein Death-Stranding-T-Shirt mit dem A24-Logo veröffentlicht, und aus der Beschreibung ging hervor, dass A24 den Film mitproduziert.